# The Ruts
The Ruts sind eine Musikgruppe, die 1978 in London gegründet wurde. Nachdem sich die Band 1983 zwischenzeitlich aufgelöst hatte, kehrte sie 2007 zurück. Sie spielen Politpunk, verbunden mit Elementen aus dem Reggae.

## Bandgeschichte
Die Ruts wurden von vier Schulfreunden im Westen Londons gegründet. Malcolm Owen übernahm den Gesang, Paul Fox spielte Gitarre, John Jennings den Bass und Dave Ruffy saß am Schlagzeug. Die Band war in der Graswurzelbewegung gegen die rechtsextreme British National Front involviert und trat bei zahlreichen Musikveranstaltungen unter dem Motto Rock Against Racism auf. Bei einer solchen Veranstaltung wurden sie von Misty in Roots entdeckt, die unter ihrem eigenen Label die erste Single der Ruts In a Rut herausbrachten. Daraufhin lud sie John Peel in seine Show ein. Kurze Zeit später unterschrieb die Band einen Vertrag mit Virgin Records und bereits die nächste Single Babylon’s Burning erreichte Platz sieben der englischen Charts. Nach einer Tour als Vorgruppe von The Damned veröffentlichten sie eine weitere Single Something That I Said, und im Oktober 1979 kam ihr erstes Album The Crack auf den Markt. Mit beiden Platten konnte die Band an ihre vorangegangenen Erfolge anknüpfen. Als Singleauskopplung erschien kurz darauf Jah War. Der Text bezog sich auf Unruhen im Londoner Bezirk Southall im April 1979, bei denen es einen Toten und zahlreiche Verletzte gegeben hatte.
Im Frühjahr 1980 reiste die Band mit Laurel Aitken durch England und mit ihrer neuen Single Staring at the Rude Boys konnten die Ruts danach wieder einen Charterfolg verbuchen. Das zweite Album war in Vorbereitung, eine Amerikatour geplant und die anstehende Tour durch England bereits ausverkauft, als der Sänger Malcom Owen wegen seiner Heroinsucht immer öfter ausfiel. Mehrere Tourdaten mussten deshalb abgesagt werden und kurz nachdem die neue Single West One eingespielt war, verstarb Malcom Owen im Juni 1980 an einer Überdosis Heroin. Als die Single erfolglos blieb, brachte Virgin eine Zusammenstellung bisher unveröffentlichten Materials und B-Seiten als Album Grin & Bear it auf den Markt. Das Album wurde nochmals ein kommerzieller Erfolg.
Die Band hatte inzwischen ihrem Namen ein DC, die Abkürzung für Da capo, angehängt. Paul Fox hatte den Gesang übernommen und der Keyboarder und Saxophonist Gary Barnacle stieg in die Formation ein. Auch die Musikrichtung ging nun ausschließlich in Richtung Dub. Die beiden folgenden Alben Animal Now und Rhythm Collision Vol. 1 waren erfolglos, und die Band löste sich 1983 auf.
Nach dem Tod des Gründungsmitglieds Paul Fox im Jahre 2007 startete The Ruts DC im selben Jahr ihr Comeback. Vier Jahre später veröffentlichte die Band ihr viertes Studioalbum Rhythm Collision Vol. 2, das klanglich an Rhythm Collision Vol. 1 anknüpfte. 2016 kündigte The Ruts DC mit Music Must Destroy ihr fünftes Studioalbum an, das im September 2016 erschien. Dafür bekam die Band mit Leigh Heggarty einen neuen Gitarristen. The Ruts DC bezeichnen ihren musikalischen Stil auf diesem Album als „Dub-Rock“.

## Diskografie

### Singles
- 1978: In a Rut
- 1979: Babylon’s Burning
- 1979: Something That I Said
- 1979: Jah War
- 1980: Staring at the Rude Boys
- 1980: West One (Shine On Me)
- 1982: Weak Heart (Ruts DC)

### Alben
- 1979: The Crack
- 1980: Grin & Bear It (Sammelalbum)
- 1981: Animal Now  (Ruts DC)
- 1982: Rhythm Collision Vol. 1 (Ruts DC meets Mad Professor)
- 2005: The Best of The Ruts
- 2016: Music Must Destroy (Ruts DC)